# Albus Dumbledore
Professor Albus Dumbledore (Albus Percival Wulfric Brian Dumbledore) , cirka 1881–1997, är en fiktiv figur från böckerna om Harry Potter. Där är han Harry Potters mentor och har sedan 1956 varit rektor på Hogwarts med vissa avbrott, han är motståndare till Lord Voldemort, och är den enda Voldemort någonsin fruktat. I de två första filmerna om Harry Potter spelas Dumbledore av Richard Harris. Efter Harris död övertogs rollen av Michael Gambon.

## Biografi
Dumbledore föddes ungefär 1881 och blev cirka 116 år. Han började vid Hogwarts skola för häxkonster och trolldom runt 1892.
J.K. Rowling avslöjade i en intervju, sedan sista boken hade släppts, att Dumbledore är homosexuell, och att han var förälskad i Gellert Grindelwald vilket förblindade Dumbledore så att det dröjde länge innan han kunde se Grindelwalds brister.